# Neosisyphus
Neosisyphus là một chi bọ cánh cứng thuộc họ Scarabaeidae.